# Mitrailleuse polyvalente

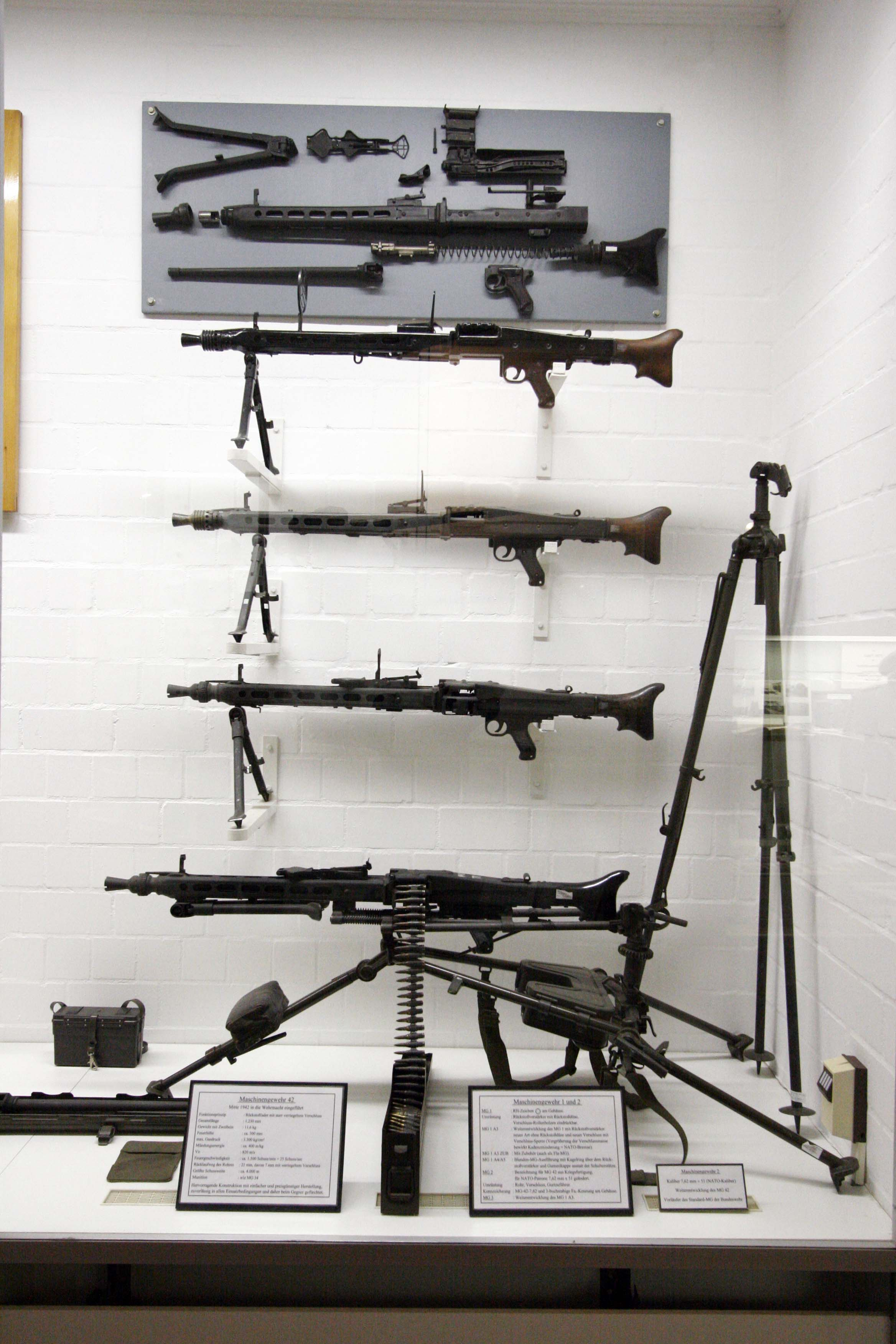
Les mitrailleuses polyvalentes de type MG-42 en configuration bipied ou trépied. Le trépied haut à droite est destiné à la lutte antiaérienne.

Une mitrailleuse polyvalente est une mitrailleuse refroidie par air, généralement alimentée par courroie, qui peut être adaptée de manière flexible à divers usages tactiques pour les mitrailleuses légères et moyennes. Une mitrailleuse polyvalente comportera généralement une conception de canon à changement rapide calibrée pour diverses cartouches entièrement alimentées telles que 7,62 × 51 mm OTAN, 7,62 × 54 mmR, 7,5 × 54 mm française, 7,5 × 55 mm suisse et 7,92 × 57 mm Mauser, et être configurée pour le montage sur différentes plates-formes de stabilisation, des bipieds et trépieds aux véhicules, avions, bateaux et fortifications, généralement comme arme de soutien d'infanterie ou arme automatique d'escouade .

## Histoire
La mitrailleuse polyvalente est née avec la MG 34, conçue en 1934 par Heinrich Vollmer de Mauser sur la commission de l'Allemagne nazie pour contourner les restrictions sur les mitrailleuses imposées par le traité de Versailles. Il a été introduit dans la Wehrmacht en tant que concept entièrement nouveau de puissance de feu automatique, surnommé Einheitsmaschinengewehr, qui signifie « mitrailleuse universelle » en allemand,,. En soi, la MG 34 était une excellente arme pour son époque : une mitrailleuse refroidie par air et à recul qui pouvait vider des ceintures de munitions Mauser de 7,92 × 57 mm à une cadence de 850 coups par minute, délivrant une puissance de feu meurtrière à des distances de plus à plus de 1 000 mètres,. La principale caractéristique de la MG 34 est qu'en changeant simplement son support, ses viseurs et son mécanisme d'alimentation, l'opérateur pouvait transformer radicalement sa fonction : sur son bipied standard, c'était une mitrailleuse légère idéale pour les assauts d'infanterie ; sur trépied, elle pouvait servir de mitrailleuse moyenne à tir soutenu ; le montage sur des avions ou des véhicules en a fait une arme de défense aérienne, et il a également servi de mitrailleuse coaxiale sur de nombreux chars allemands,.
Pendant la Seconde Guerre mondiale, la MG 34 a été remplacée par une nouvelle mitrailleuse polyvalente, la MG 42, bien qu'elle soit restée utilisée au combat,,. La MG 42 était plus efficace à fabriquer et plus robuste, et avait une cadence de tir cyclique extrêmement élevée de 1 200 à 1 500 coups par minute,,. L'un des rôles de la mitrailleuse polyvalente Einheitsmaschinengewehr était de fournir une couverture antiaérienne de bas niveau. Une cadence de tir cyclique élevée est avantageuse pour une utilisation contre des cibles généralement exposées au feu pendant une durée limitée, comme des avions ou des cibles minimisant leur exposition en se déplaçant rapidement d'un abri à l'autre. Sans doute la meilleure mitrailleuse polyvalente jamais produite, elle a été surnommée "la scie circulaire d' Hitler " par les troupes alliées. La MG 34 a infligé de lourdes pertes aux soldats alliés sur tous les fronts européens et nord-africains de la Seconde Guerre mondiale,,. Après la guerre, les nations alliées victorieuses se sont intéressées aux MG 34 et MG 42, influençant de nombreuses mitrailleuses polyvalentes d'après-guerre, dont beaucoup sont encore utilisées aujourd'hui. Des éléments de conception du FN MAG belge et au M60 américain, le Zastava M53, le M51 suisse et le MG 74 autrichien ont emprunté des éléments aux MG. Les qualités de puissance de feu et de praticité de la MG 42 étaient telles qu'elle est devenue la base de toute une série de mitrailleuses d'après-guerre, y compris la MG 1 et la MG 3 - cette dernière est toujours en production,,,.

## Exemples d'après-guerre
- La Rheinmetall MG 3 allemande, descendante directe de la MG 42, est toujours en service dans l' armée allemande et largement exportée.
- L'Allemand Heckler & Koch HK21, est basé sur le fusil Heckler & Koch G3 et largement exporté.
- German Heckler & Koch MG5, la nouvelle mitrailleuse standard de l'armée allemande.
- La MG 42/59 italienne, descendante directe de la MG 42 est une variante sous licence de la MG 3, et toujours en service dans l' armée italienne
- FN MAG belge, qui a copié le système d'alimentation et le mécanisme de déclenchement de la MG 42. C'est le GPMG le plus utilisé parmi les armées occidentales.
- Belge/Américain Mk 48, est un GPMG basé sur la mitrailleuse légère FN Minimi et M249 SAW .
- American Saco M60, qui est basé sur le FG 42 allemand et utilise le système d'alimentation et la construction en acier estampé du MG 42[11],[12].
- American M240, lui-même une variante FN MAG. Il a remplacé le M60 en service américain.
- French MAS AA-52, qui copie plus ou moins le système d'alimentation MG 42[13]. Il a été largement supprimé au profit du FN MAG et du FN Minimi.
- Tchécoslovaque Uk vz. 59, est basé sur le Vz. 52 et Vz.52/57, et provenant de ZB vz. 26 et modèles de pistolet Bren .
- Les PK/PKM russes, famille de mitrailleuses polyvalentes, sont basées sur le fusil d'assaut AKM doté de culasses estampées, largement exportées.
- L' AEK-999 russe est une version améliorée du PK/PKM.
- Le Pecheneg russe est une variante du PK/PKM avec un canon fixe et une chemise de refroidissement.
- Yougoslave Zastava M84, est une copie directe de la mitrailleuse russe PK.
- L' UKM-2000 polonais, est basé sur la mitrailleuse russe PK.
- République populaire de Chine Type 80, est basé sur la mitrailleuse russe PK.
- République populaire de Chine Type 67, et modèles ultérieurs améliorés.
- Mitrailleuse de type 88 de la République populaire de Chine
- République populaire de Chine QJY-201
- Le Sumitomo NTK-62 japonais, est un GPMG basé sur le FN MAG .
- Le Vektor SS-77 sud-africain est basé sur le PK/PKM russe.
- Le sud-africain Denel DMG-5, est basé sur le Vektor SS-77 et le russe PK/PKM.
- Le S&amp;T Motiv K12 sud-coréen est basé sur la mitrailleuse légère K3 .
- Swiss MG 51, descendante directe de la MG42 .
- SIG suisse MG 710-3
- SIG suisse MG 50
- Autrichien MG 74, un descendant direct du MG 42/59 et depuis 1974 la mitrailleuse standard des forces armées autrichiennes .
- IMI Negev NG-7 israélien, est un GPMG basé sur la mitrailleuse légère IWI Negev.
- Canadian C6A1 FLEX, une version améliorée de C6 qui est une version canadienne de FN MAG.
- La FN EVOLYS belge, est une mitrailleuse légère multi-calibres, impression 3D et matériaux polymères.

## Galerie

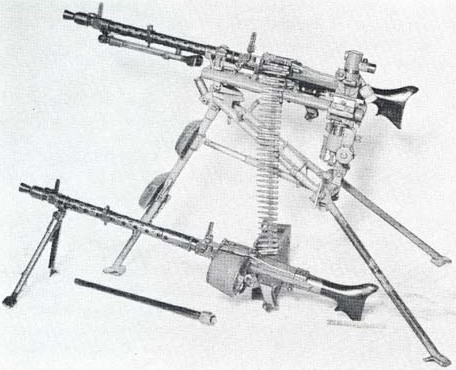
MG-34 version trépied à alimentation par ceinture (en haut) et version bipied à chargeur tambour (en bas)
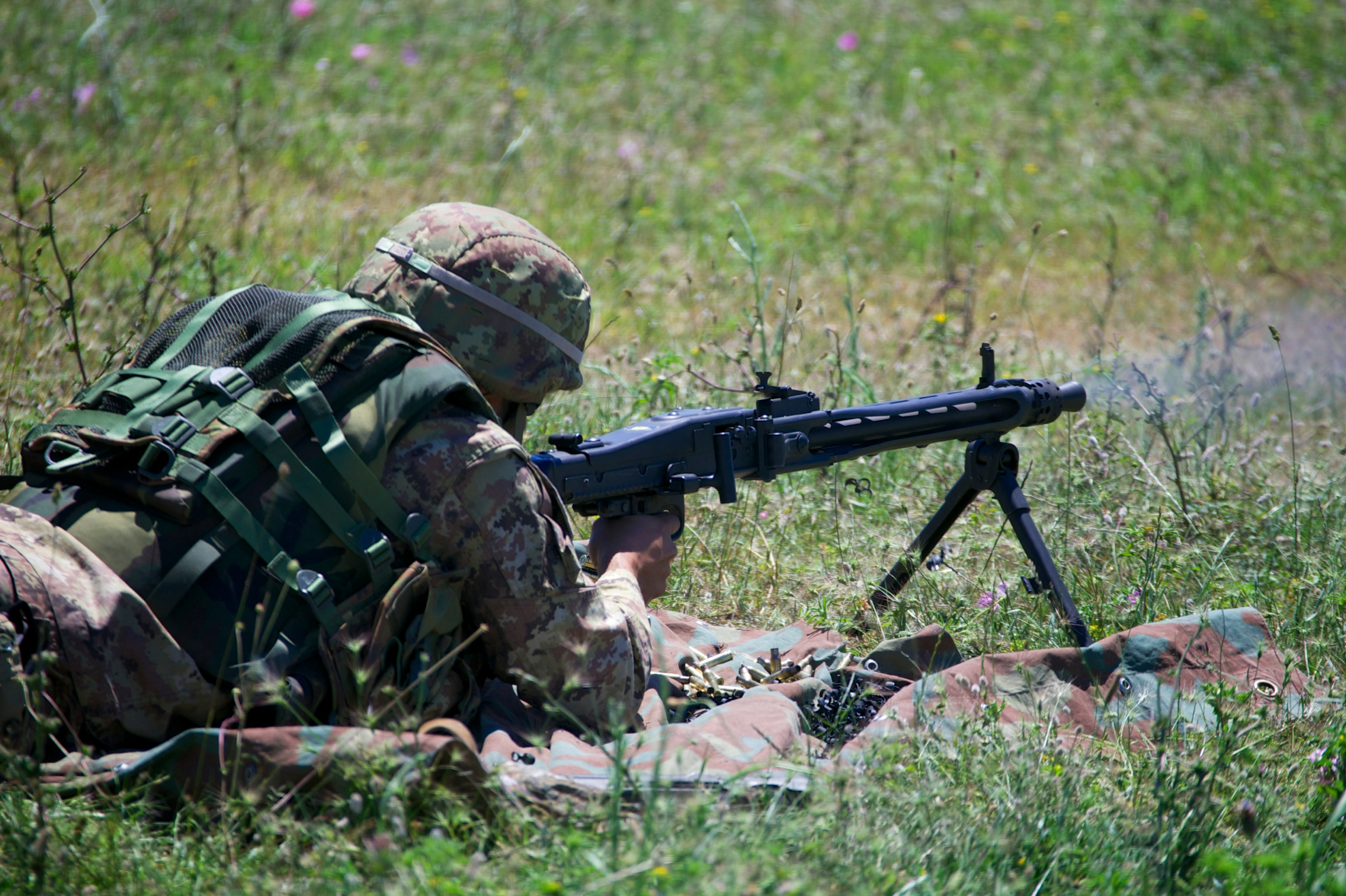
MG-42/59
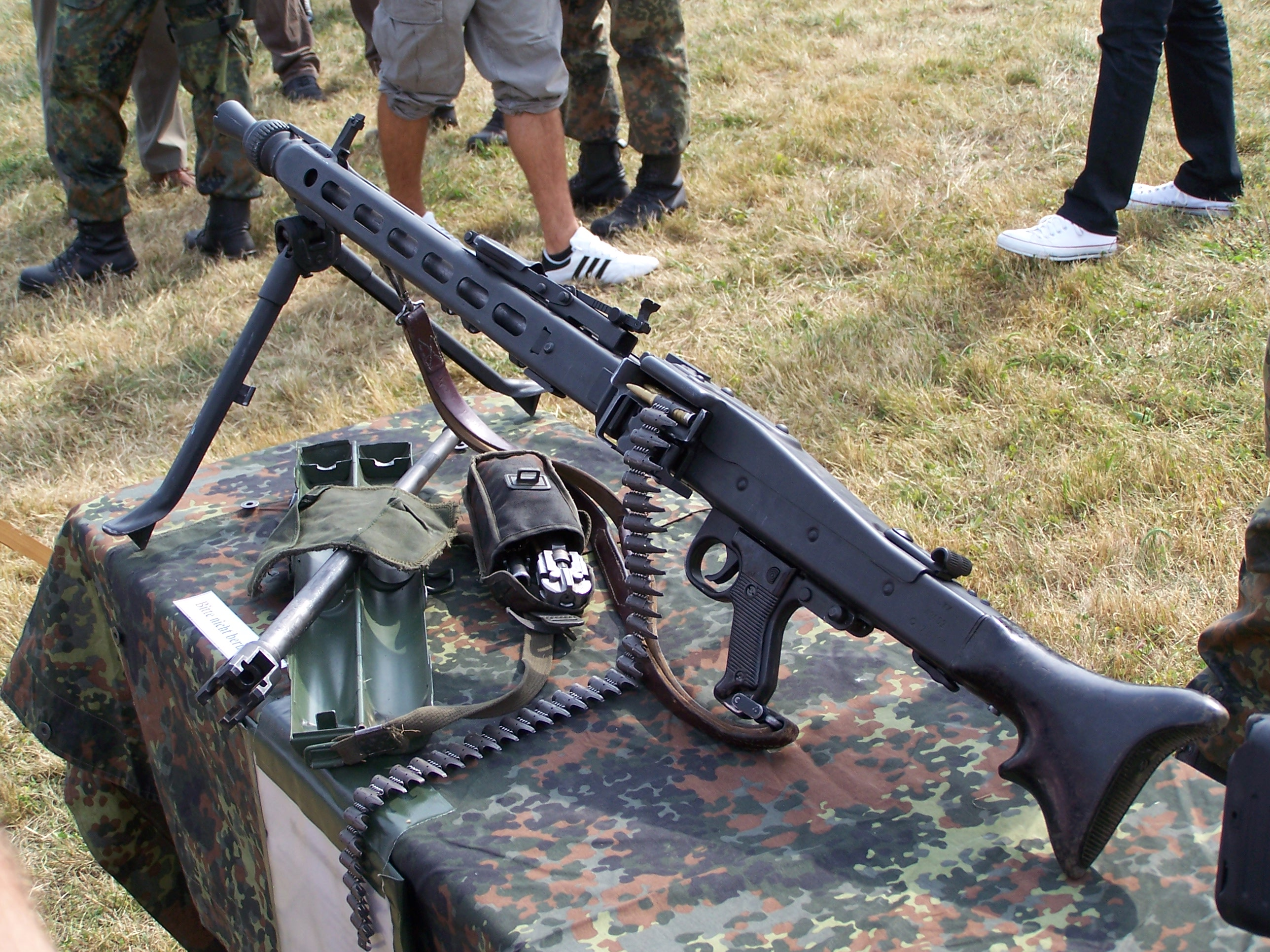
MG3
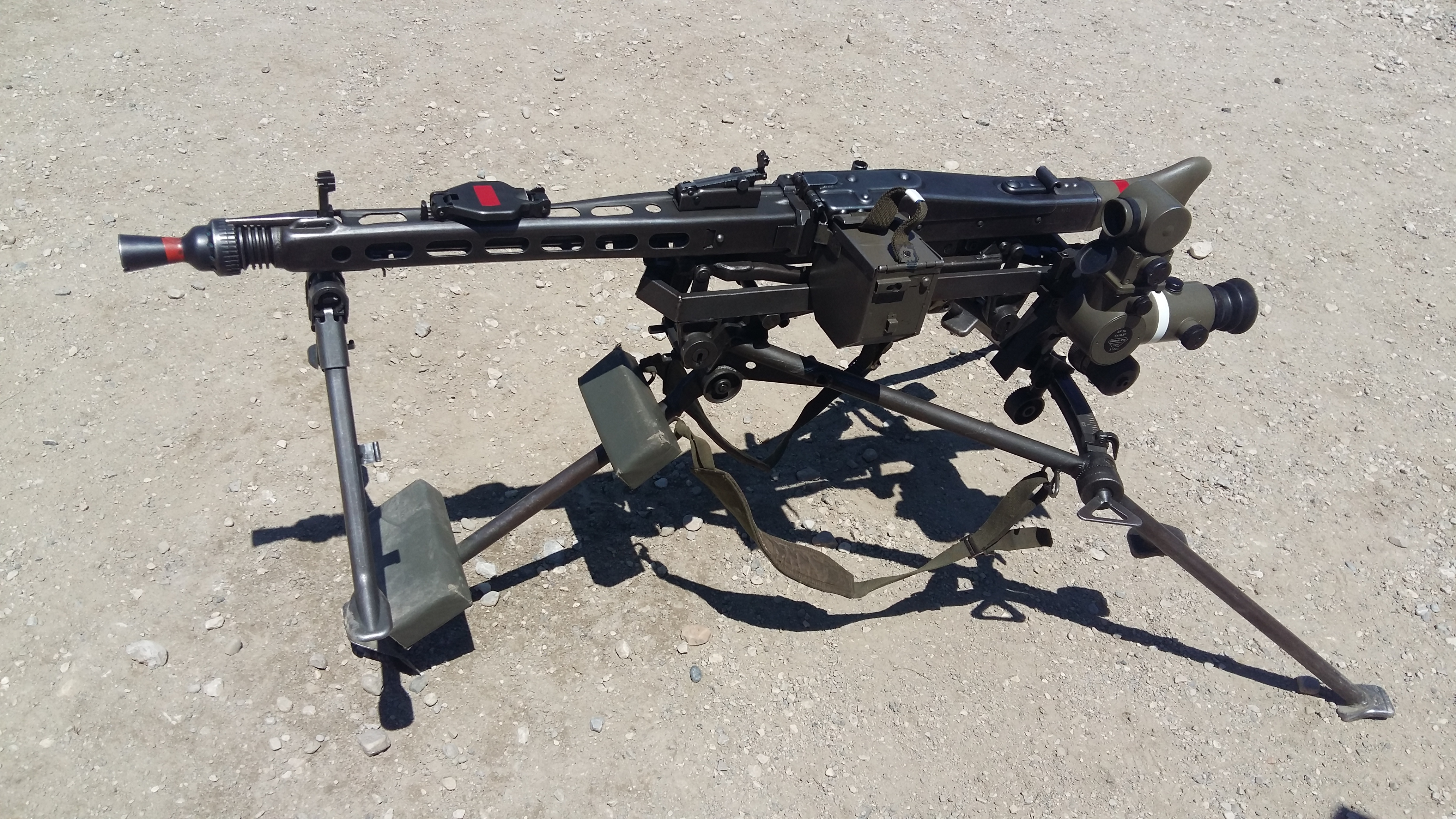
MG-74 montée sur son trépied
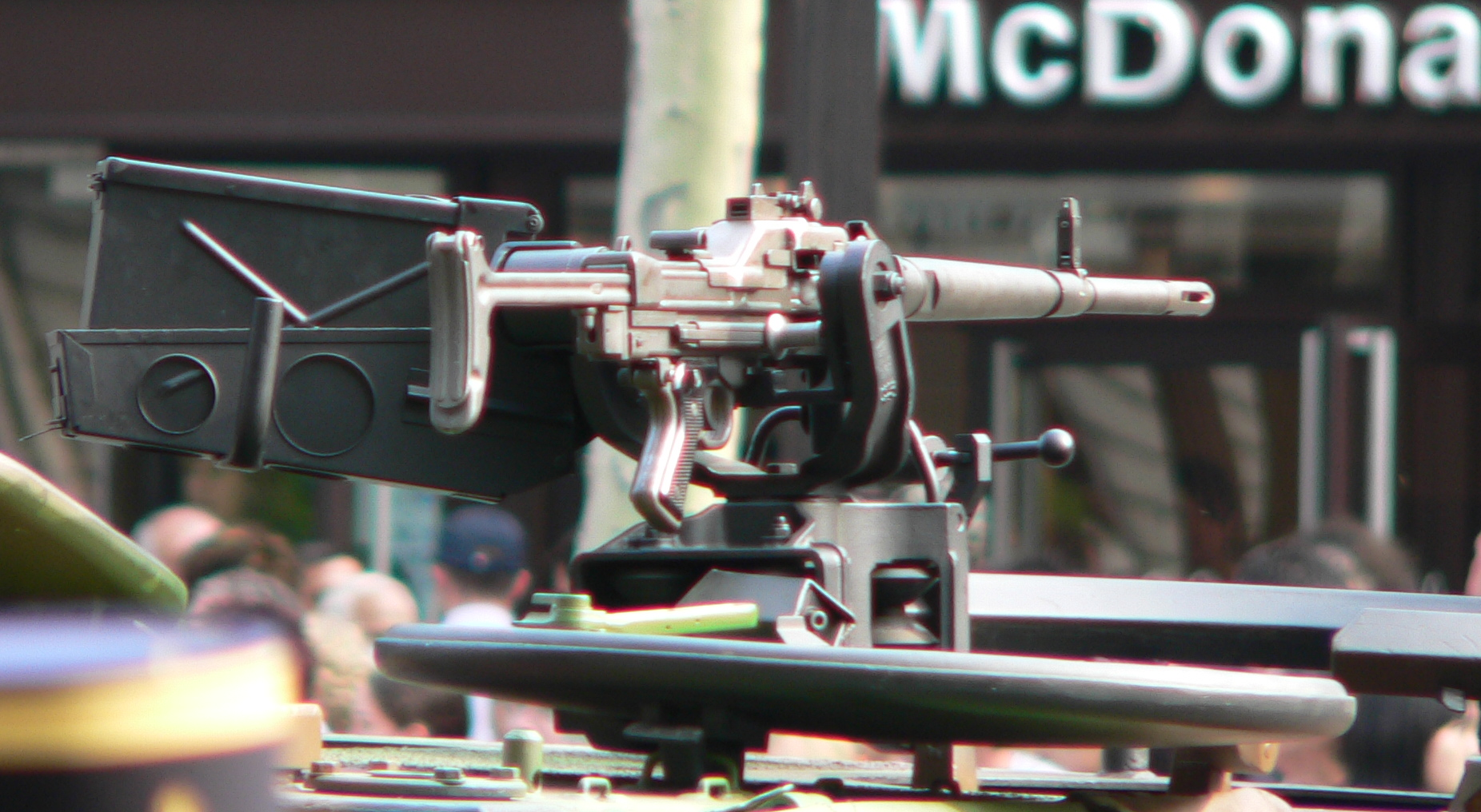
AA-52
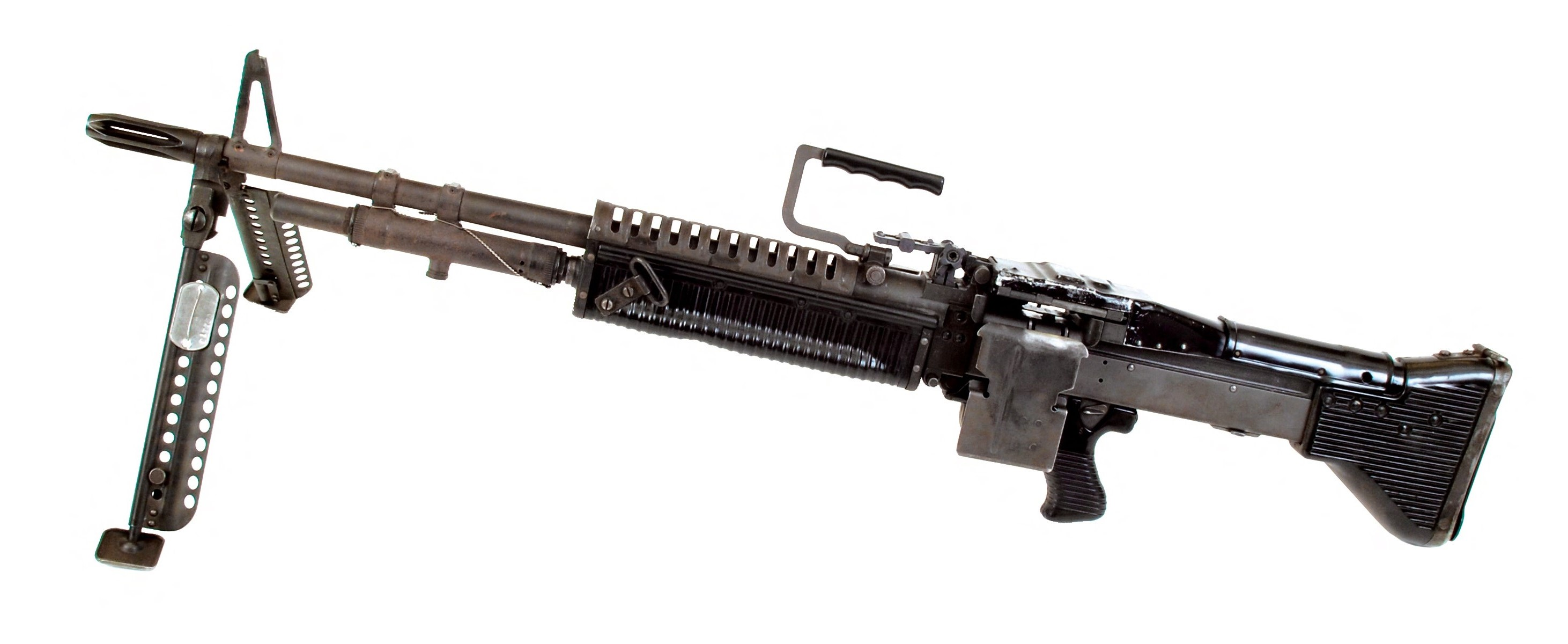
M60
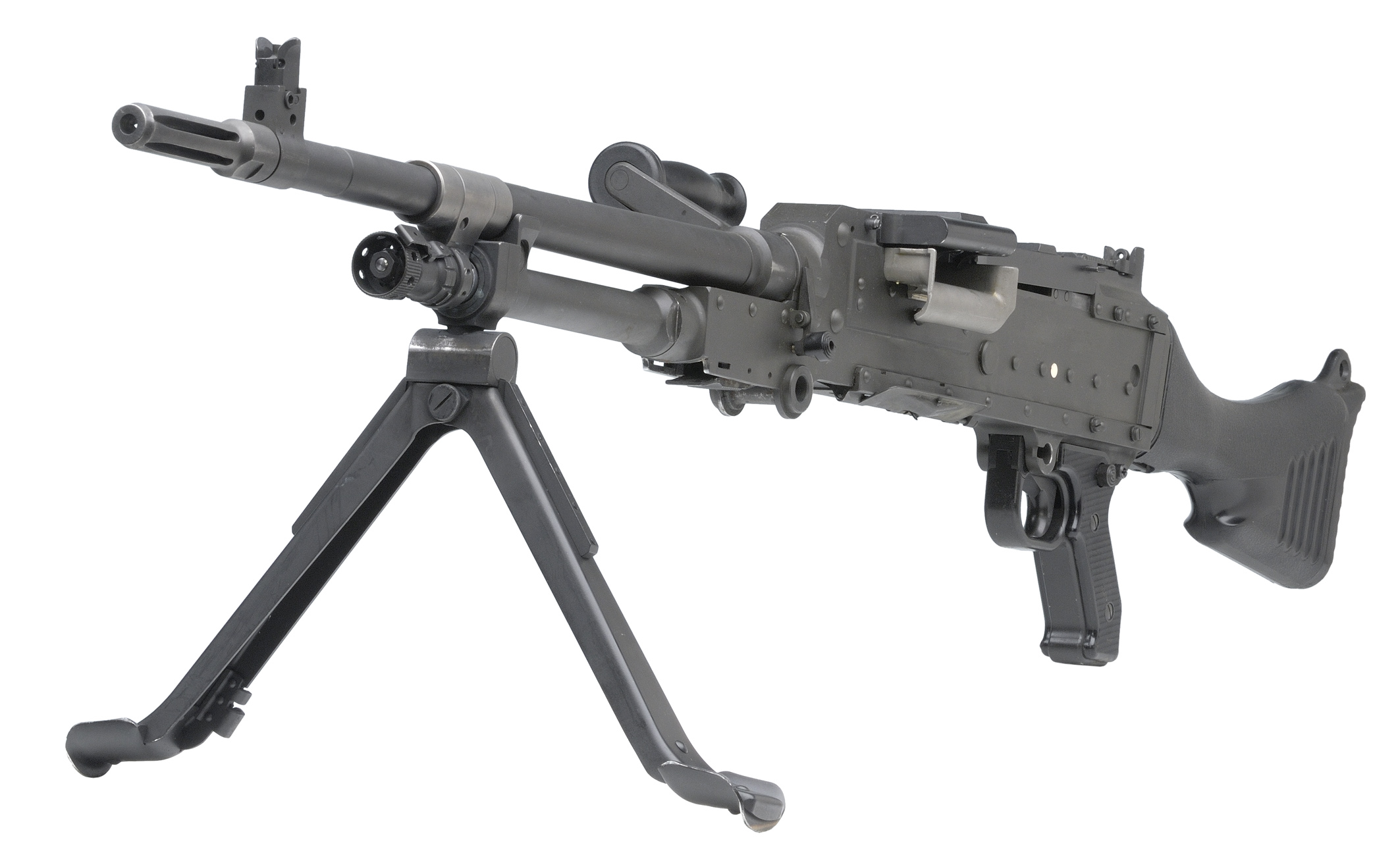
FN MAG
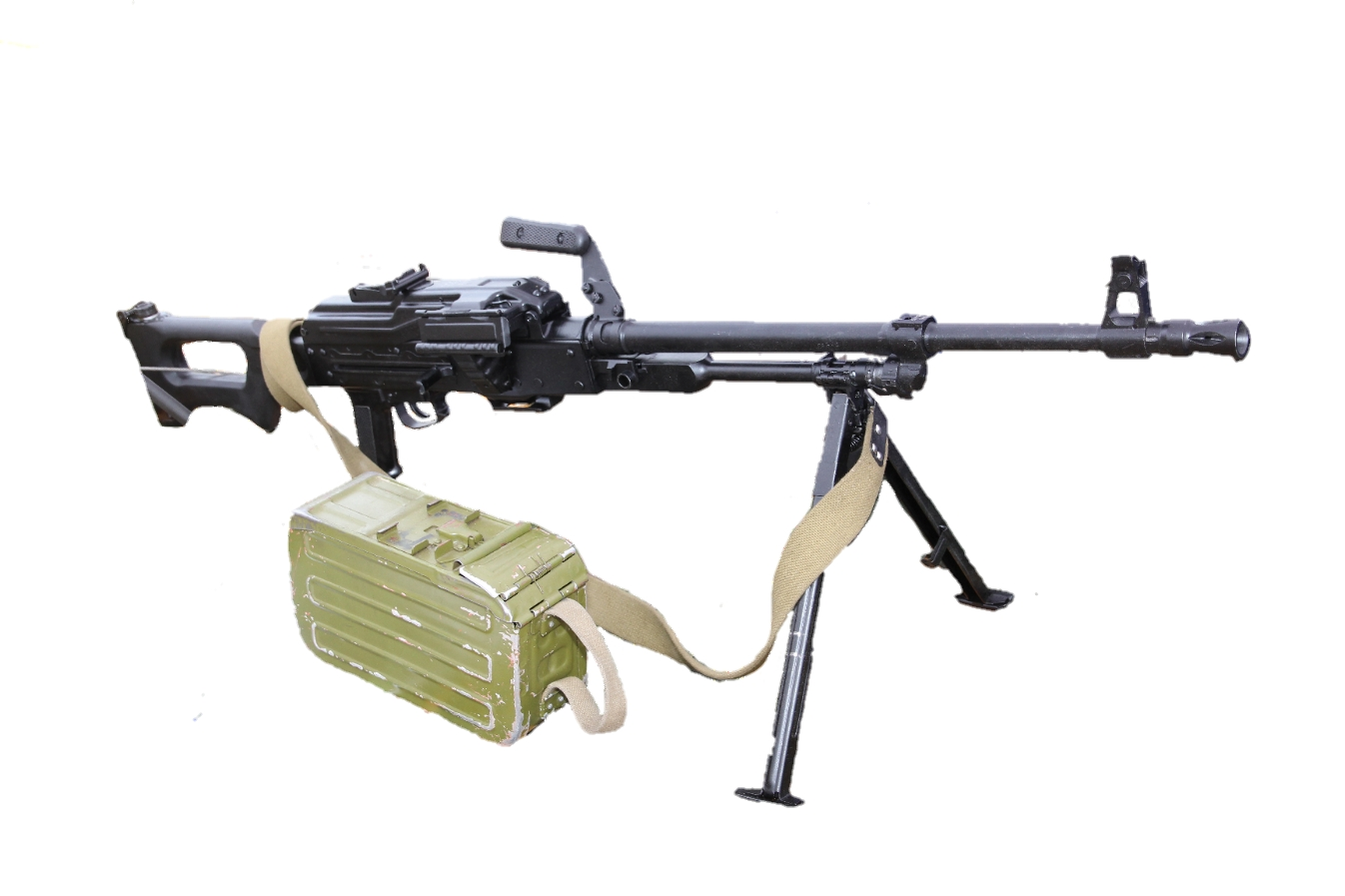
PKM
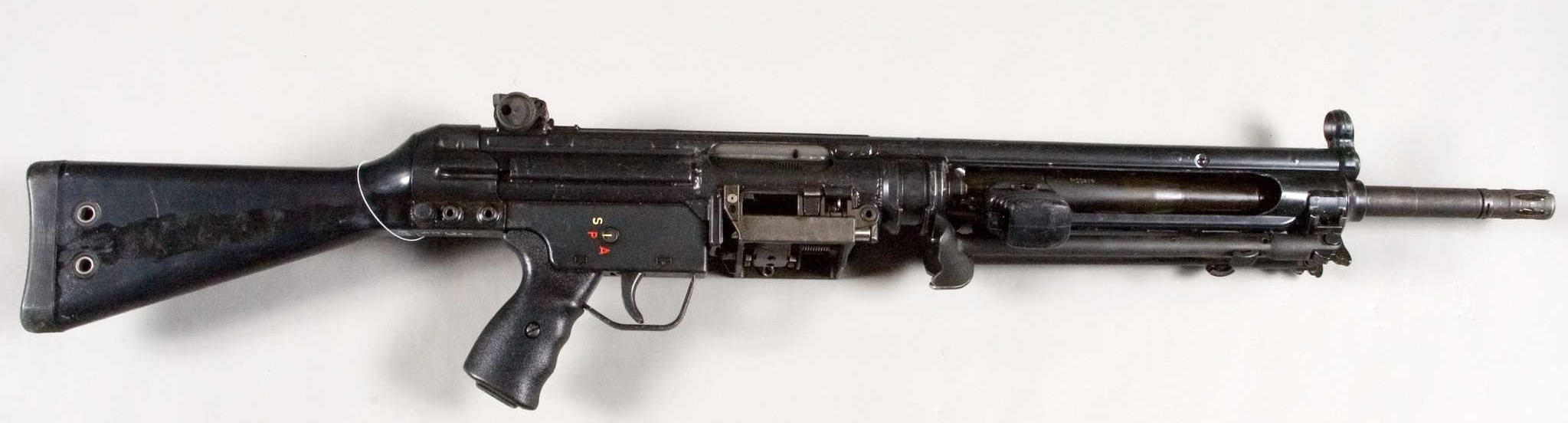
HK21A1
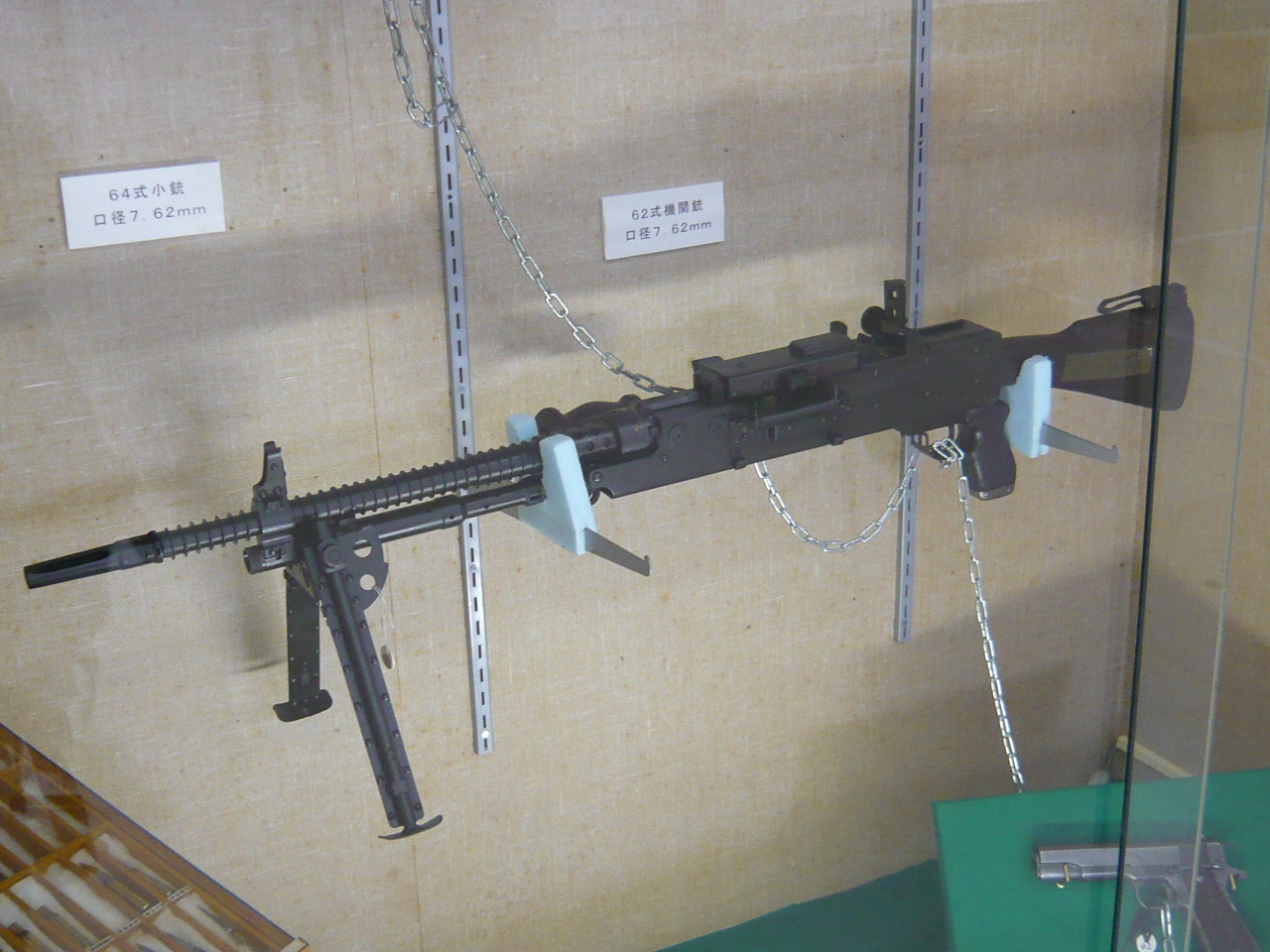
NTK-62
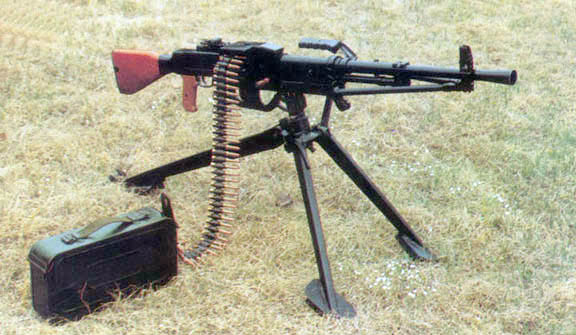
Type 67 sur un trépied
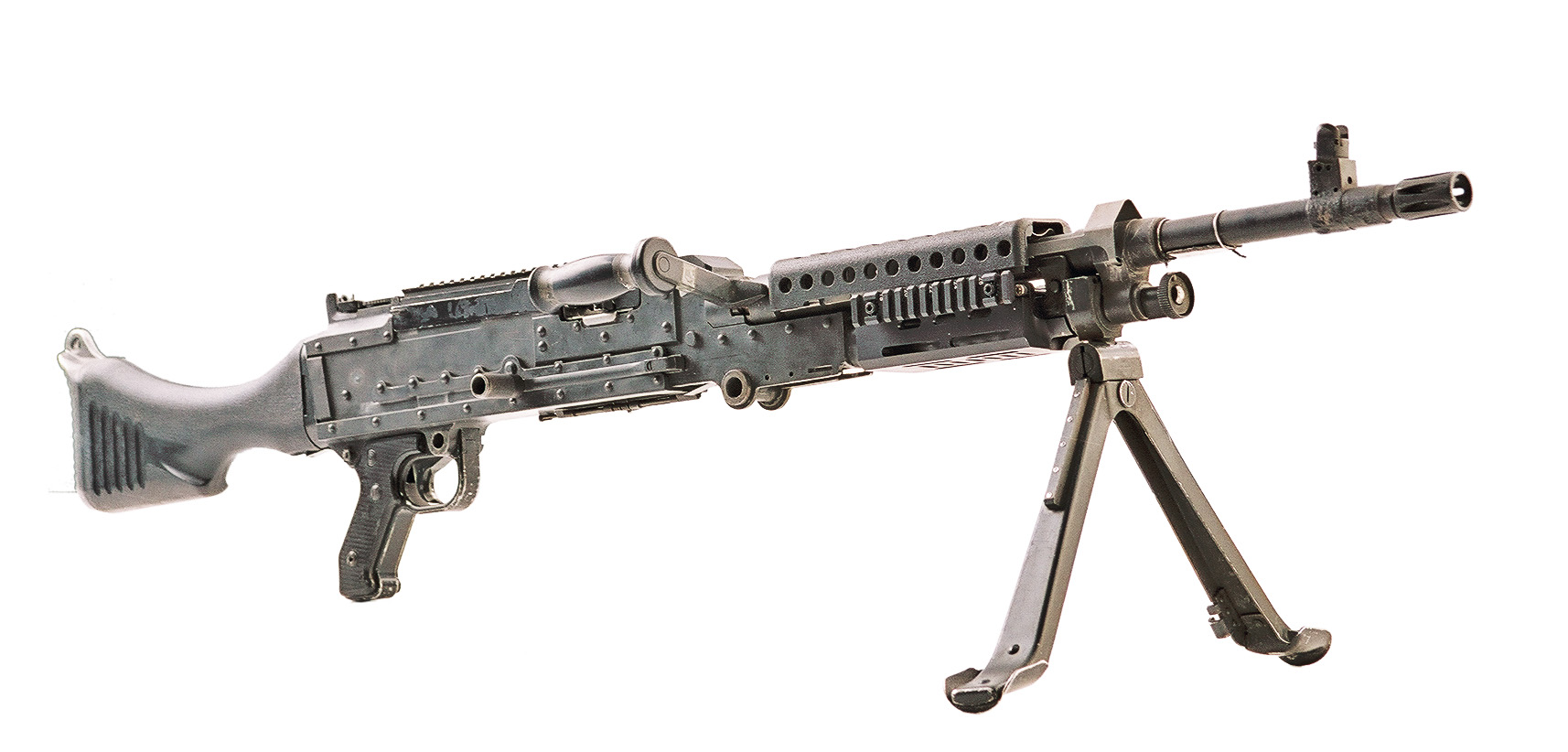
M240
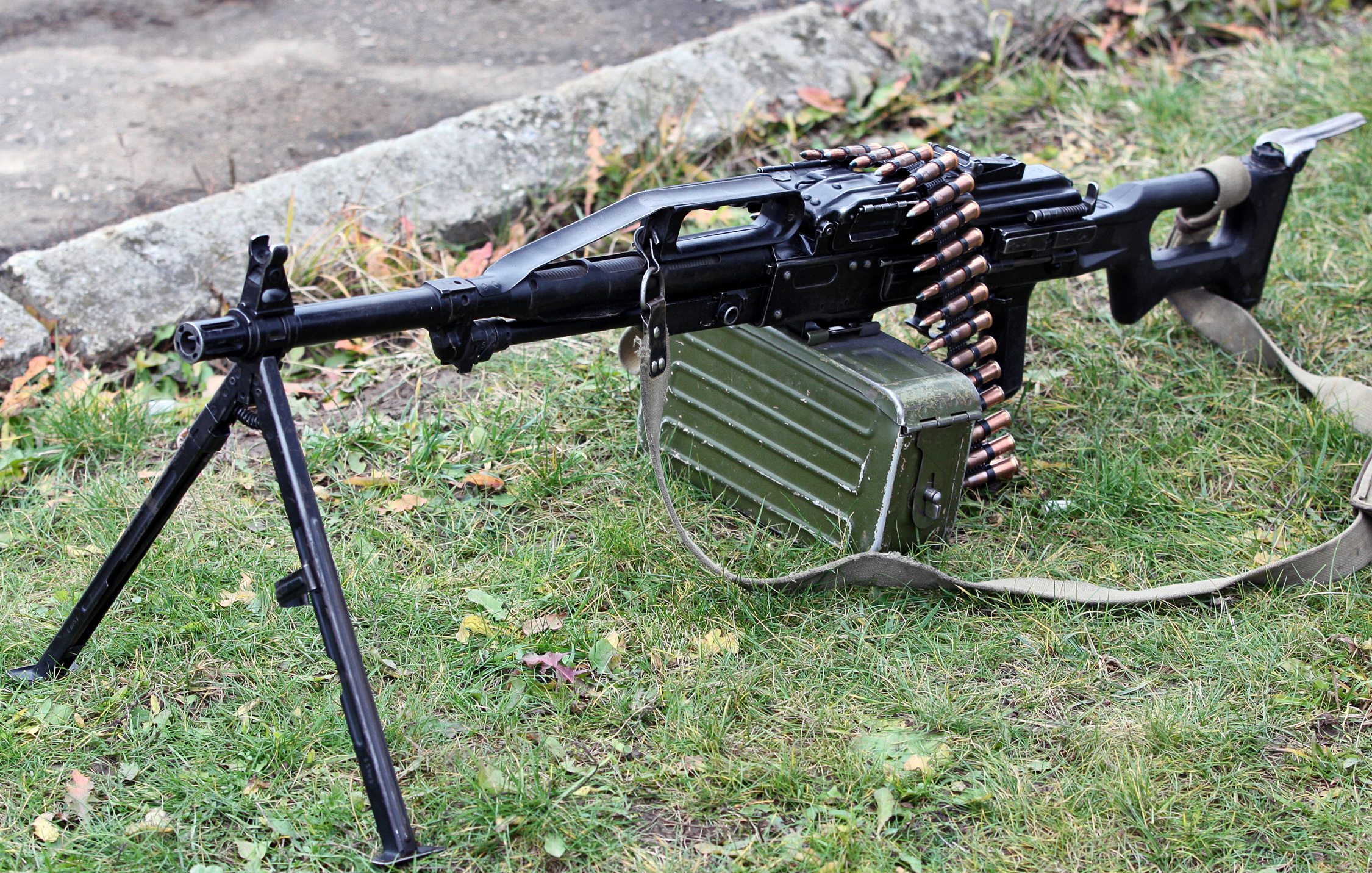
Petcheneg
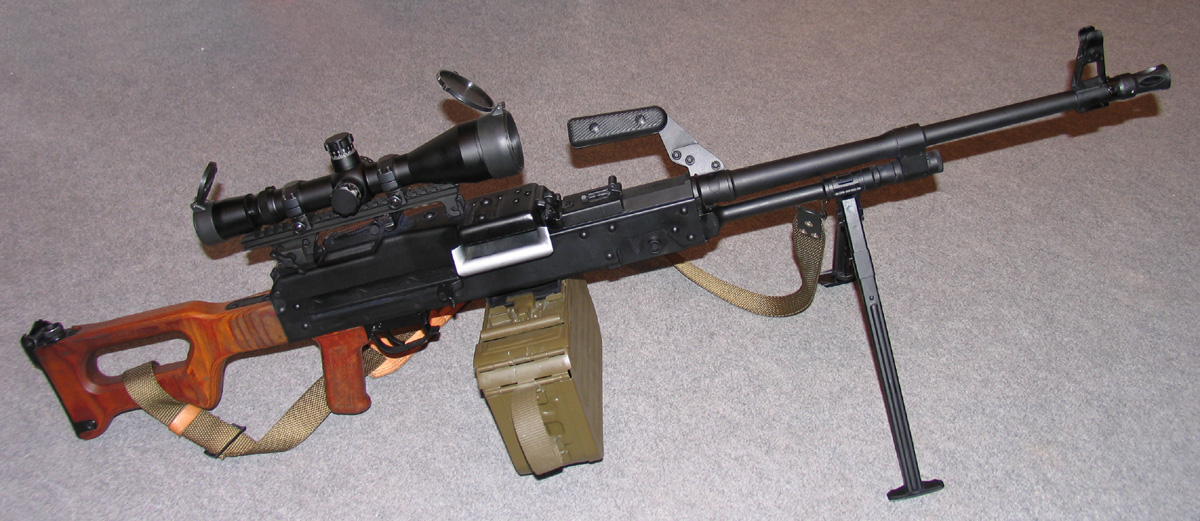
UKM 2000
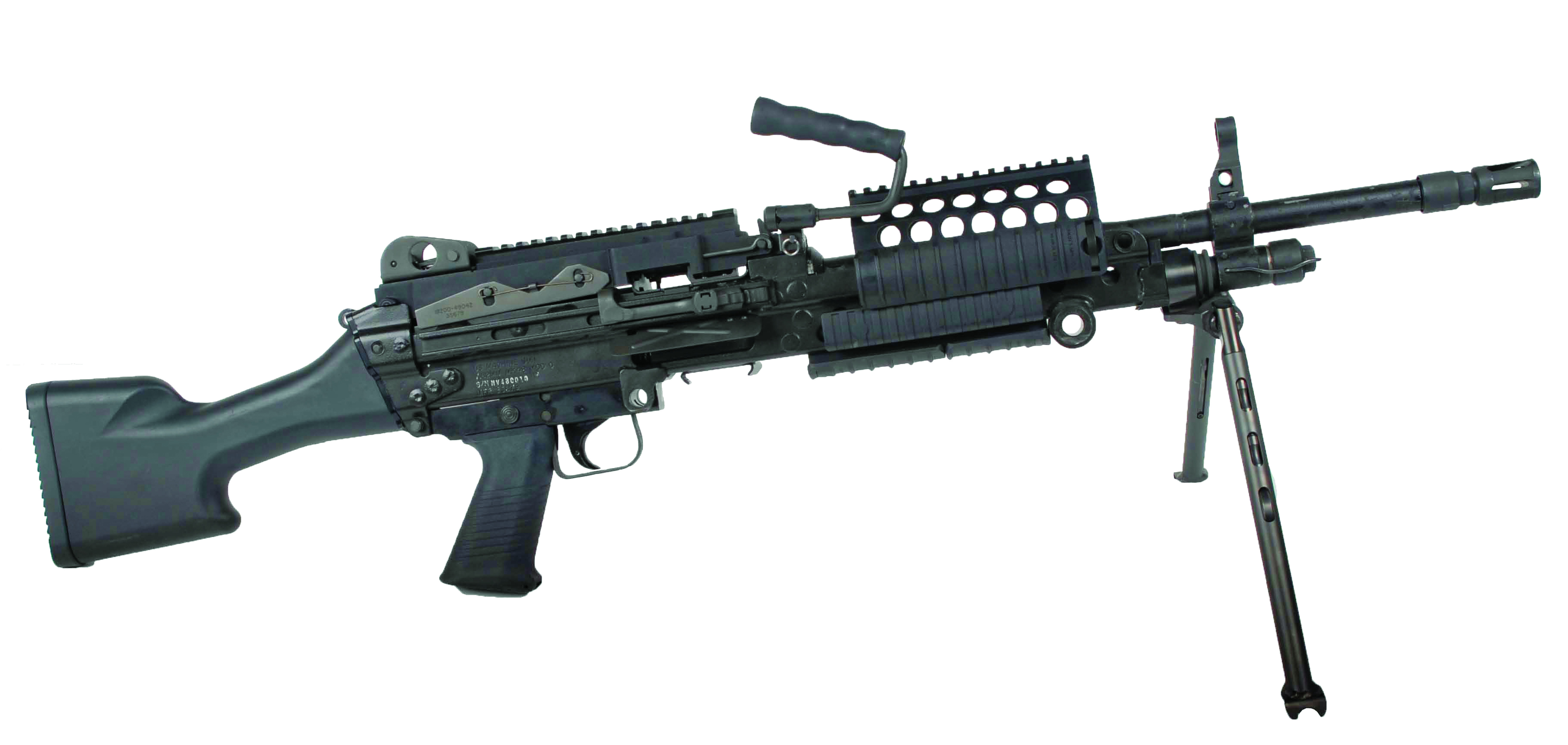
Mitrailleuse Mk 48
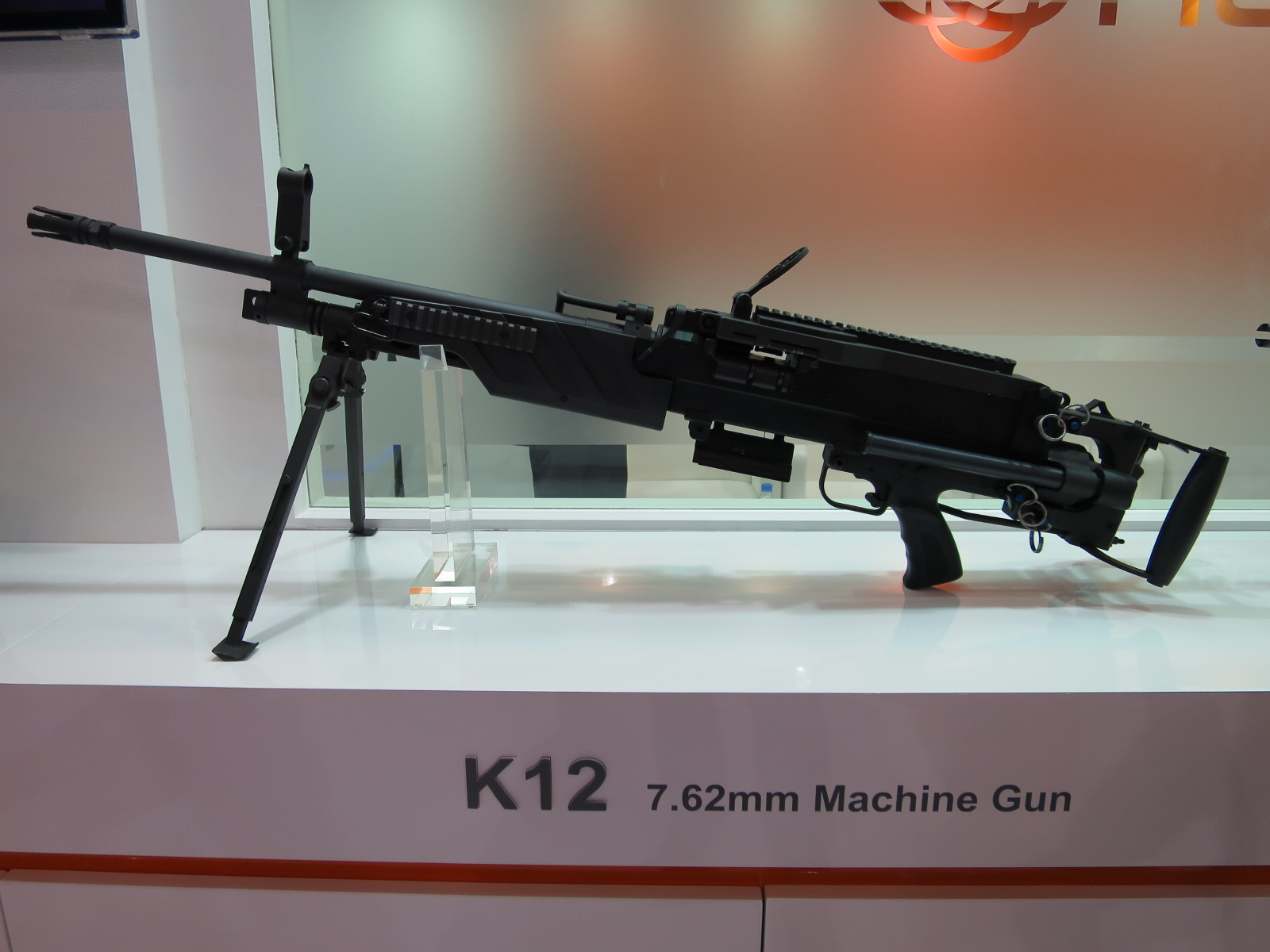
K12
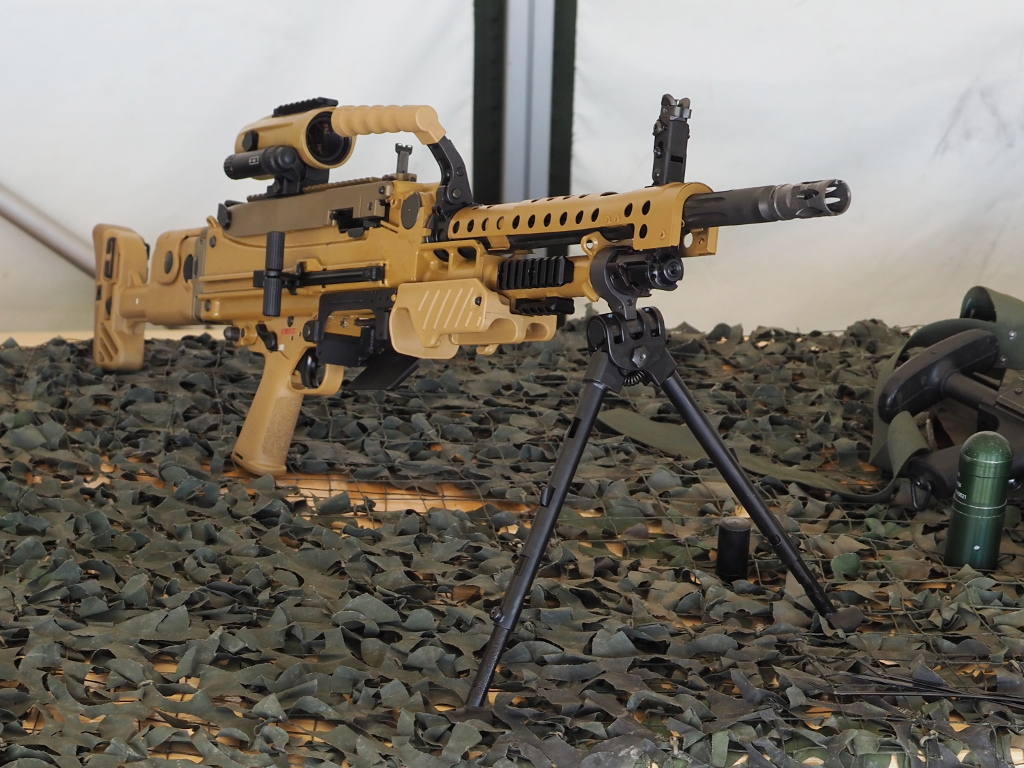
HK MG5
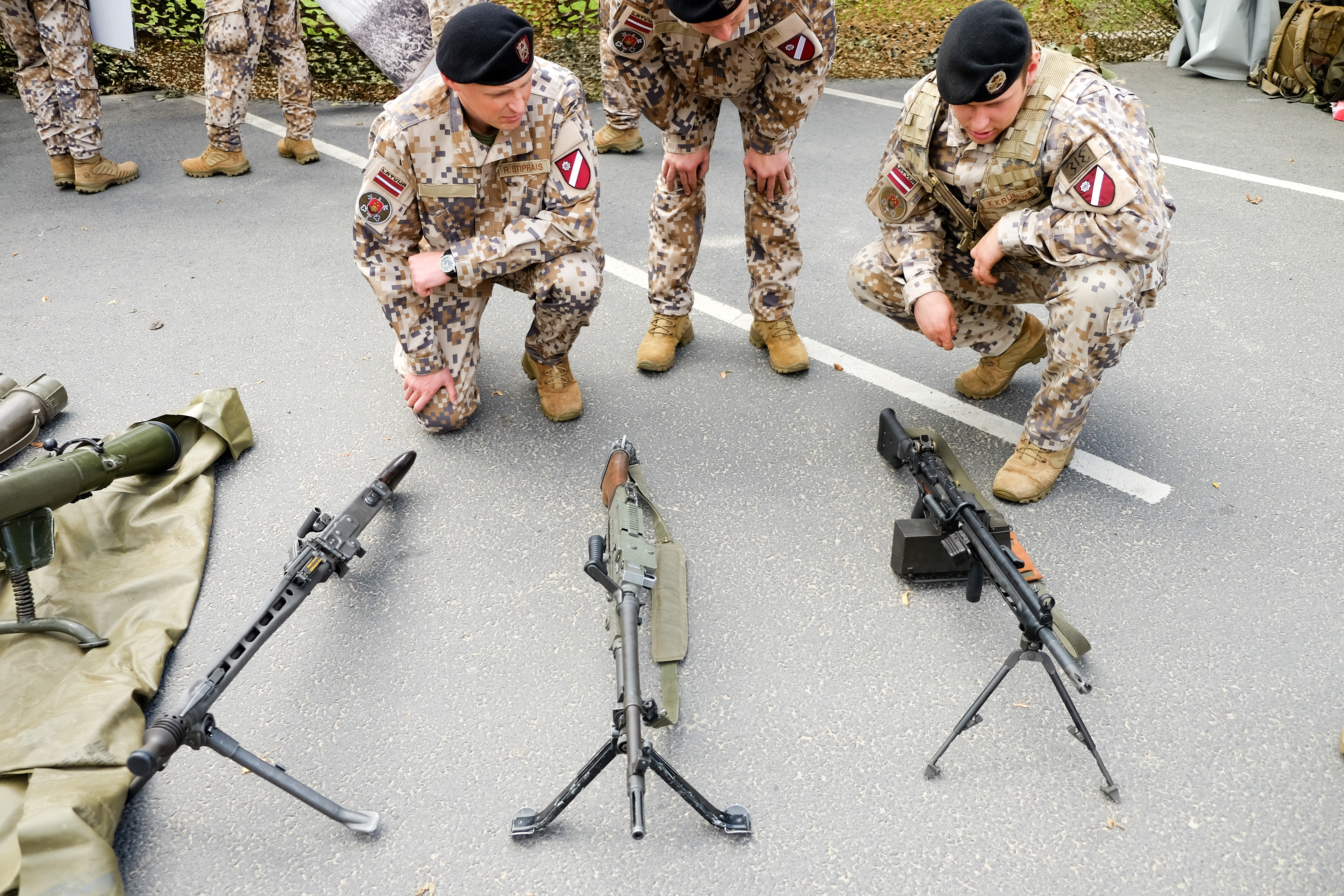
Soldats lettons avec des mitrailleuses MG3, FN MAG et HK21

## Voir également
- Mitrailleuse légère
- Mitrailleuse lourde
- Squad automatic weapon
- Liste des armes à feu
- Cartouche à pleine puissance